# Закшув (Казімерський повіт)
Закшув (пол. Zakrzów) — село в Польщі, у гміні Скальбмеж Казімерського повіту Свентокшиського воєводства.
Населення — 200 осіб (2011).
У 1975-1998 роках село належало до Келецького воєводства.

## Демографія
Демографічна структура на день 31 березня 2011 року:
|          | Загалом | Допрацездатний вік | Працездатний вік | Постпрацездатний вік |
| -------- | ------- | ------------------ | ---------------- | -------------------- |
| Чоловіки | 108     | 30                 | 65               | 13                   |
| Жінки    | 92      | 25                 | 48               | 19                   |
| Разом    | 200     | 55                 | 113              | 32                   |